# Issari (Chétimari)
Issari (auch: Isari) ist ein Dorf in der Landgemeinde Chétimari in Niger.

## Geographie
Das von einem traditionellen Ortsvorsteher (chef traditionnel) geleitete Dorf liegt rund 51 Kilometer nordwestlich des Hauptorts Chétimari der gleichnamigen Landgemeinde, die zum Departement Diffa in der gleichnamigen Region Diffa gehört. Zu den Siedlungen in der näheren Umgebung von Issari zählen Sayam im Osten, N’Guel Kolo im Südosten, Foulatari im Südwesten und Mounouk im Westen.
Die Landschaft um Issari ist von Sanddünen geprägt. Die dominierenden Baumarten sind Acacia raddiana, der Gummiarabikumbaum, Leptadenia pyrotechnica, der Oscher und die Wüstendattel. In den Senken zwischen den Dünen gedeiht die Grasart Cenchrus biflorus.

## Bevölkerung
Bei der Volkszählung 2012 hatte Issari 1513 Einwohner, die in 282 Haushalten lebten. Bei der Volkszählung 2001 betrug die Einwohnerzahl 1300 in 242 Haushalten und bei der Volkszählung 1988 belief sich die Einwohnerzahl auf 1555 in 325 Haushalten.

## Wirtschaft und Infrastruktur
Im Dorf wurde ein staatliches Zentrum für die Weidewirtschaft eingerichtet. Die umliegende Gegend wird als Weideland genutzt. Sie dient sowohl der Viehzucht vor Ort als auch als Transitzone für Herden, die zum Nomadentreffen Cure Salée im Norden getrieben werden. Überweidung, Erosion und unregelmäßige Niederschläge behindern die ganzjährige Verfügbarkeit von Futter.
In Issari wird ein Wochenmarkt abgehalten. Der Markttag ist Donnerstag. Mit einem Centre de Santé Intégré (CSI) ist ein Gesundheitszentrum im Ort vorhanden. Es gibt eine Schule. Das nigrische Unterrichtsministerium richtete 1996 gemeinsam mit dem Welternährungsprogramm der Vereinten Nationen zahlreiche Schulkantinen in von Ernährungsunsicherheit betroffenen Zonen ein, darunter eine für Nomadenkinder in Issari.
Issari ist mit dem Hauptort Chétimari durch die 59 Kilometer lange Route 205 verbunden. Es handelt sich eine einfache Piste.